# Avenue du Président-Wilson (Saint-Denis)
Pour les articles homonymes, voir Avenue du Président-Wilson.
L’avenue du Président-Wilson est une voie importante de la ville de Saint-Denis-La Plaine Saint-Denis.

## Situation et accès
Orientée nord/sud, cette voie relie la porte de Paris (entrée du cœur historique de la ville de Saint-Denis) à la limite communale de Paris, avenue de la Porte-de-la-Chapelle, sous l'échangeur de la porte de la Chapelle.
Elle jouxte le Stade de France et constitue un des axes principaux du quartier intercommunal de La Plaine Saint-Denis.
Dans son emprise passe l'autoroute A1, soit sous l'avenue (tunnel du Landy), soit en viaduc.

### Tracé

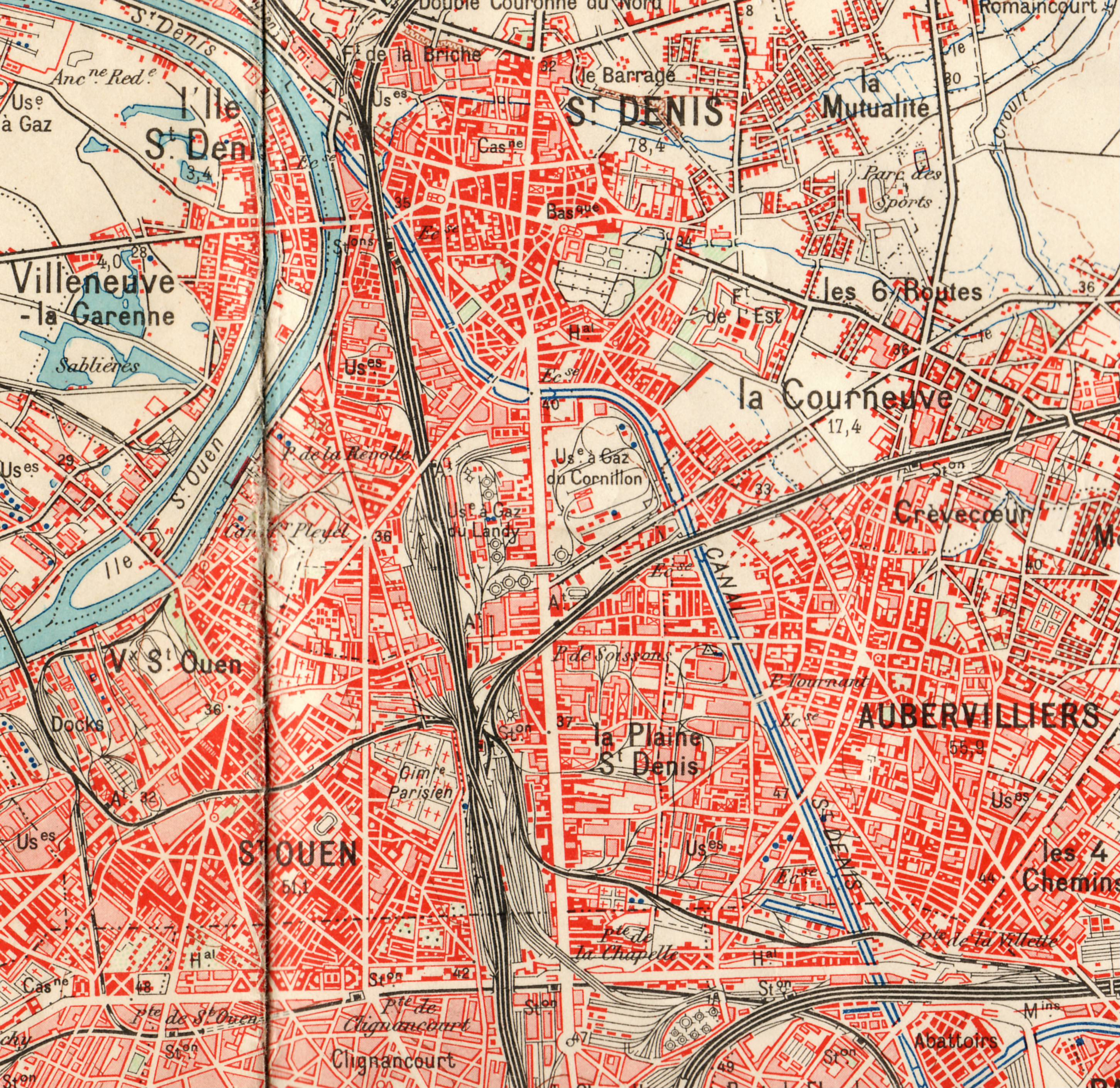
La Plaine Saint-Denis en 1936.
L'avenue est l'axe nord-sud visible au centre de la carte

#### Duboulevard périphérique de Parisà larue du Landy
Côté Ouest:
- Impasse Trézel, anciennement rue Trézel;
- Impasse Chevalier;
- Chemin des Petits-Cailloux, qui se poursuit par un tunnel sous le faisceau des voies ferrées de la Gare du Nord et rejoint le Chemin des Poissonniers à Saint-Ouen-sur-Seine, le long du Cimetière parisien de Saint-Ouen;
- Rue du Bailly : Elle fait une boucle et rejoint l'avenue plus au nord.

Côté Est:
- Impasse Marteau, situé à Paris;
- Avenue du cimetière, voie en impasse qui mène au cimetière parisien de La Chapelle;
- Pont Hainguerlot (Pont-rail de la ligne de La Plaine à Pantin);
- Avenue des Magasins Généraux, qui desservait les Entrepôts des magasins généraux de Paris
- Rue Proudhon
- Rue Chaudron
- Rue Saint-Just
- Avenue de la Métallurgie
- Rue de la Montjoie
- Rue de l'Imprimerie
- Rue des Blés
- Avenue Amilcar-Cabral

Elle croise, à peu près au milieu de son tracé, la rue du Landy et simultanément va sous le pont de Soissons qui fait passer les voies ferroviaires de la Gare du Nord.

#### De la rue du Landy à la A86
Côté Ouest:
- Rue Fraizier
- Rue Langlier-Renaud
- Rue Federico-Fellini
- Avenue François-Mitterrand
- Rue André-Campra
- Rue Jean-Philippe Rameau

Côté Est:
- Rue Paul-Lafargue
- Rue Francis-de-Pressensé
- Rue des Bretons

Elle passe ensuite sous la A86, puis franchit le canal Saint-Denis par un viaduc.

#### De la A86 à la Place de la porte de Paris
Côté Ouest:
- Rue Jules-Saulnier
- Rue Ambroise-Croizat

Côté Est:
- Rue Henri-Delaunay
- Avenue du Général-de-Gaulle

Traversant le canal Saint-Denis, elle atteint la place de la Porte de Paris à Saint-Denis.
La carrefour de la porte de Paris est constitué par le croisement de l'avenue, de la rue Gabriel-Péri qui la poursuit dans le centre de Saint-Denis, de la route de la Révolte (boulevard Anatole-France) qui constitue un tronçon de l'ex-route nationale 410.
La route nationale 1, qui se poursuivait par la rue Gabriel-Péri, a été déviée par l'est en longeant le parc de la Légion-d'Honneur, avenue Paul Vaillant-Couturier, qui constitue la dernière branche majeure du carrefour de la Porte de Paris, que Plaine Commune réaménage en place urbaine en 2012-2014 afin de permettre d'y implanter la station terminale de la ligne 8 du tramway d'Île-de-France.

## Origine du nom
Cette voie, initialement dénommée avenue de Paris, porte depuis 1919 le nom de Woodrow Wilson (1856-1924), 28e président des États-Unis, acteur important de la Première Guerre mondiale, en tant qu'allié de la France.

## Historique
Les anciennes voies romaines de Lutèce constituées encore aujourd'hui par les rues Saint-Denis et Saint-Martin, qui recouvrent les premiers chemins protohistoriques et l'ancienne voie de l'étain reliant Paris au nord de la France étaient prolongées par un chemin tortueux, l'Estrée. Sous Louis XV, cette voie est remplacée par la route royale de Paris vers Saint-Denis et le nord, par la suite renommée RN 1 .
À la fin du XIXe siècle et au début du XXe siècle, l'avenue est la voie structurante de l'importante zone industrielle qu'est devenue La Plaine Saint-Denis, et plusieurs lignes de tramways y sont établies, la première reliant le centre-ville à Paris en 1874 et concurrencent les voitures à impériales tirées par deux chevaux qui assurent encore la liaison de Saint-Denis à la Madeleine. Dans sa partie nord, l'avenue était bordée de nombreux gazomètres, détruits à la fin des années 1970 ou au début des années 1980.
Le 30 janvier 1918, durant la première Guerre mondiale, une bombe lancée d'un avion allemand explose au no 204 « avenue de Paris » sur l'usine Mouton et une autre sur l'usine Martin située un peu plus loin. Le 8 mars 1918 un autre raid touche les nos 133, 143, 161, 307 et 404 « avenue de Paris ».
Alors appelée « avenue de Paris », elle prend sa dénomination actuelle après la Première Guerre mondiale.
Lors du bombardement du 21 avril 1944, les immeubles de no 76, 78, 166 et 226 ainsi que les hôtels des no 182 et 199 furent entièrement détruits.
Dans son centre a été construite en 1965 l'autoroute du Nord. La création de cette voie rapide a créé une profonde coupure entre les rives est et ouest de l'avenue, qui a favorisé son déclin urbain et causait un bruit routier insupportable. Malgré d'incessantes demandes de la ville de Saint-Denis et des habitants, il a fallu attendre les accords portant création du stade de France en vue de la Coupe du monde de football 1998 pour obtenir la couverture de l'autoroute, qui a formé le tunnel du Landy.
Ce tronçon de la route nationale 1 a été déclassé par un décret du 5 décembre 2005 en route départementale.
De 1885 à 1977, un important espace domicilié au 361 avenue du Président-Wilson accueille l'usine de gaz du Landy qui fournit du gaz à la région parisienne. Il était délimité par l'A86 au sud, l'avenue du président-Wilson à l'est, la N410 à l'ouest et la N412 au nord. En 1977, le site est converti en Centre de Recherches Gazières de Saint-Denis. En 2019, Engie quitte les lieux et à partir de 2020 le site de l'usine de gaz du Landy est démantelé pour faire place à la piscine des Jeux olympiques d'été de 2024.

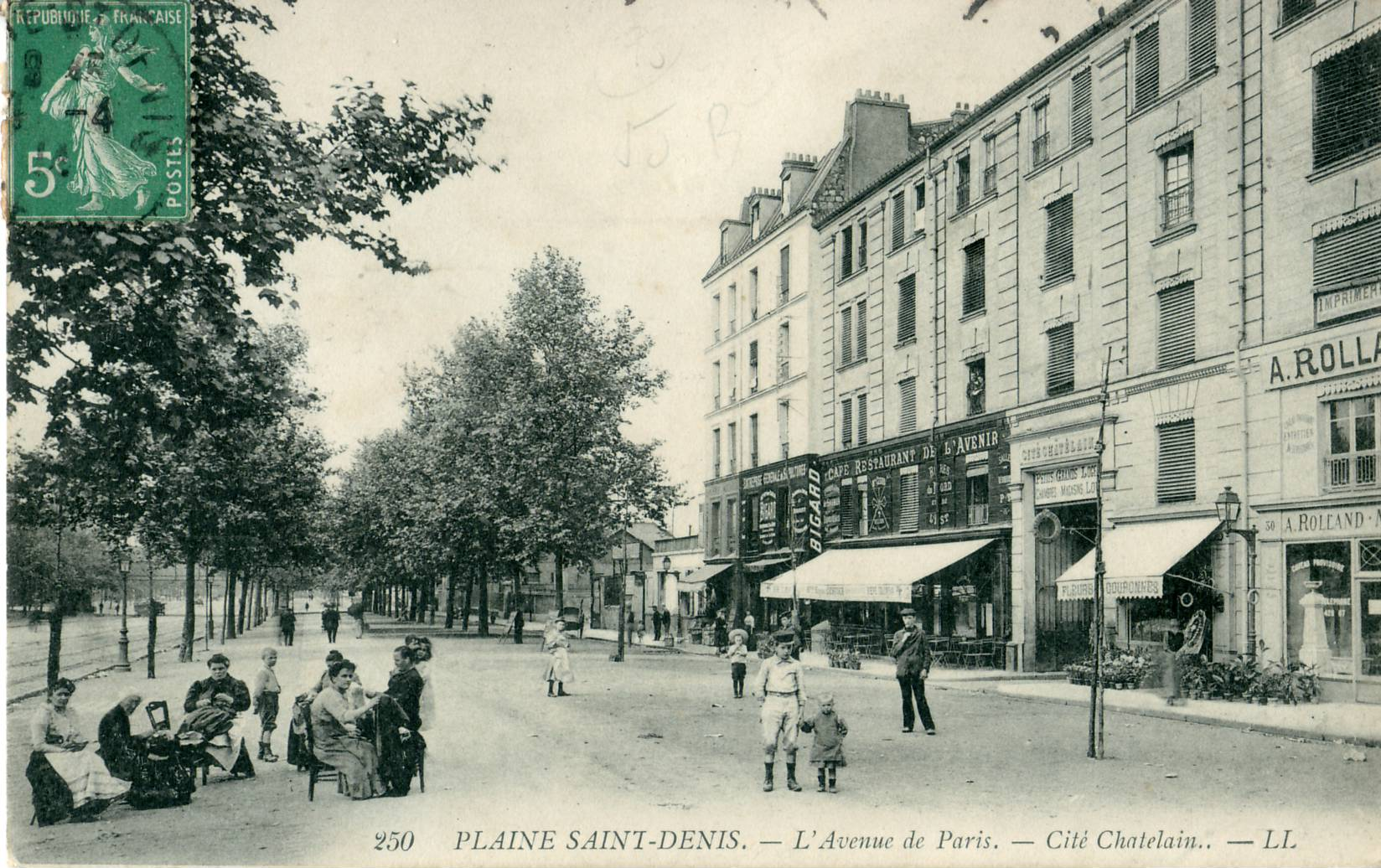
L'avenue est aussi large que l'avenue des Champs-Élysées, ce qui permit de faire passer en son centre l'autoroute du Nord en 1965.
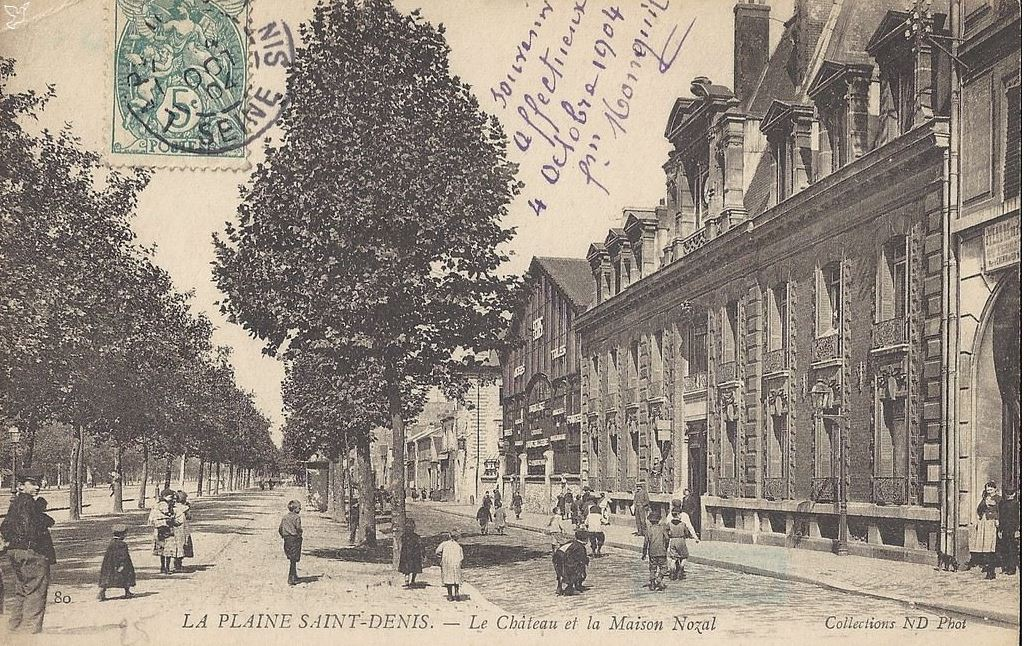
L'immeuble des Etablissements Nozal, construit par l'architecte Hector Guimard, vers 1900. Cet immeuble se trouve aujourd'hui au 126, avenue du Président-Wilson.
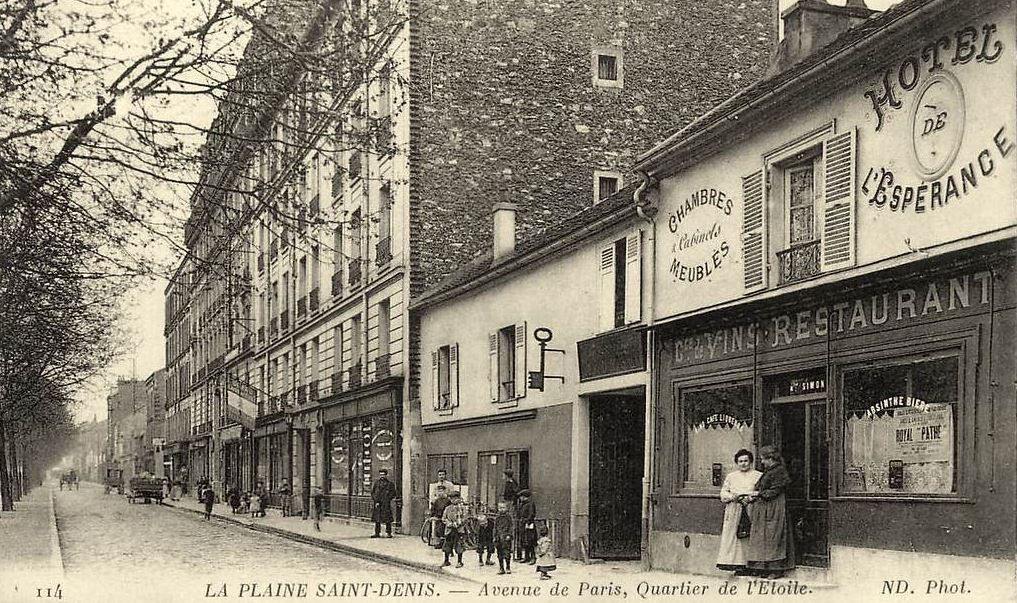
Avenue de Paris, quartier de l’Étoile, en 1906.
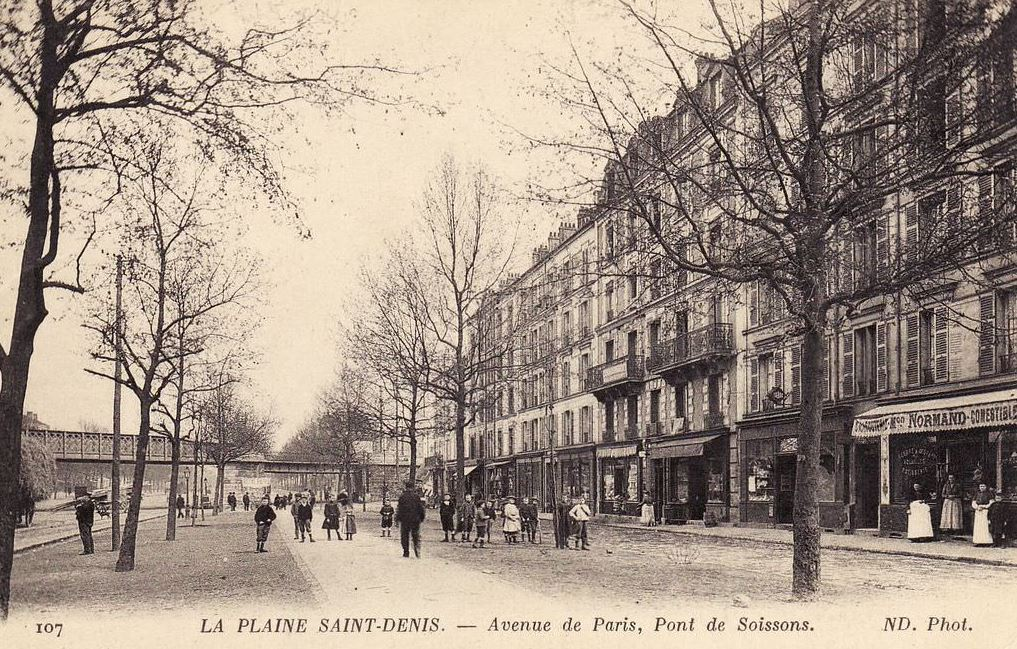
Avenue de Paris, le pont de Soissons
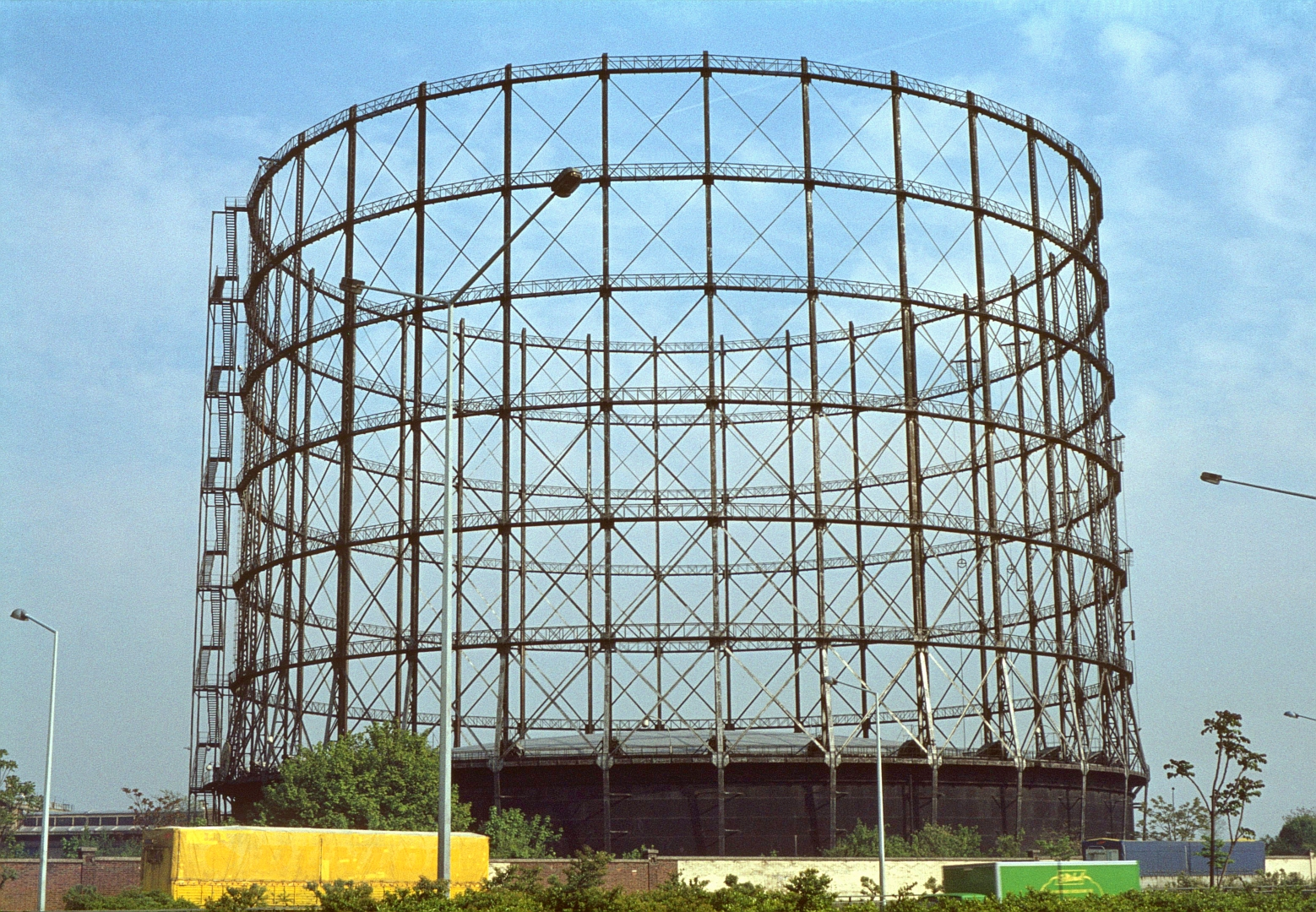
Le gazomètre no 9 de La Plaine-Saint-Denis en juin 1981, peu de temps avant sa démolition

## Bâtiments remarquables et lieux de mémoire
- Au no 33, le dock des Alcools, bâtiment industriel des années 1920[8],[9] en cours de rénovation
- Au no 38, le cimetière parisien de La Chapelle, fondé en 1850
- Au no 109, les bains-douches, les seuls hors de Paris intra muros[10]
- Au no 111, une statue de saint Fiacre, patron des maraîchers[11]
- Au no 131, l'église Sainte-Geneviève-de-la-Plaine
- Au no 232, le bâtiment voyageurs de l'ancienne gare de La Plaine-Voyageurs est devenu un lieu associatif
- Au no 361, la piscine olympique inaugurée en 2024 fait face au Stade de France, inauguré en 1998
- Au no 379, l'ancienne pharmacie centrale de Saint-Denis est devenue le lieu événementiel L'Usine

A proximité de l'avenue, rue du Bailly, les Cathédrales du Rail sont des halles vestiges du dépôt ferroviaire de La Plaine, dont la rénovation est prévue d'ci 2030. 

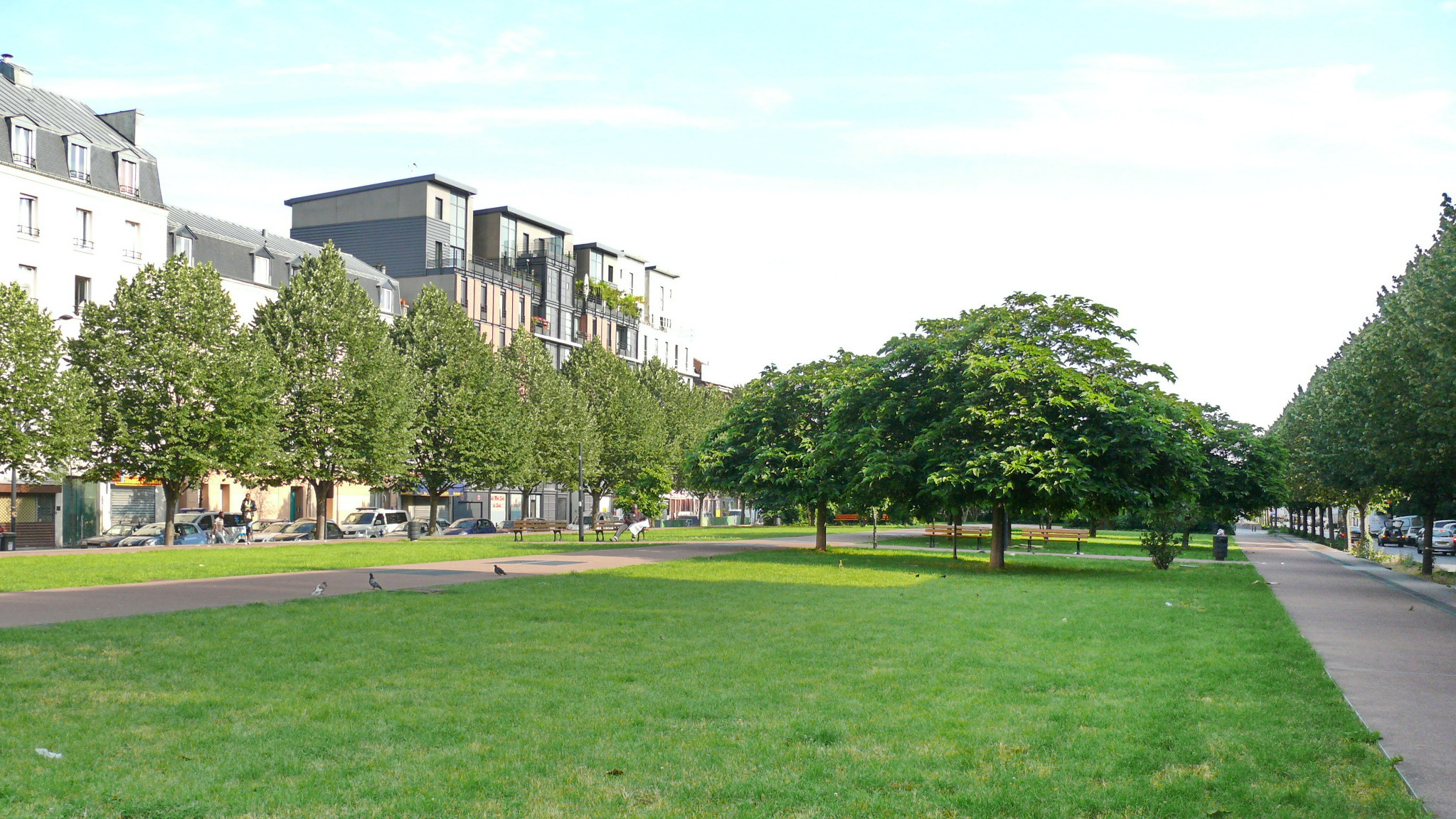
La couverture du tunnel du Landy aménagée en promenade plantée.
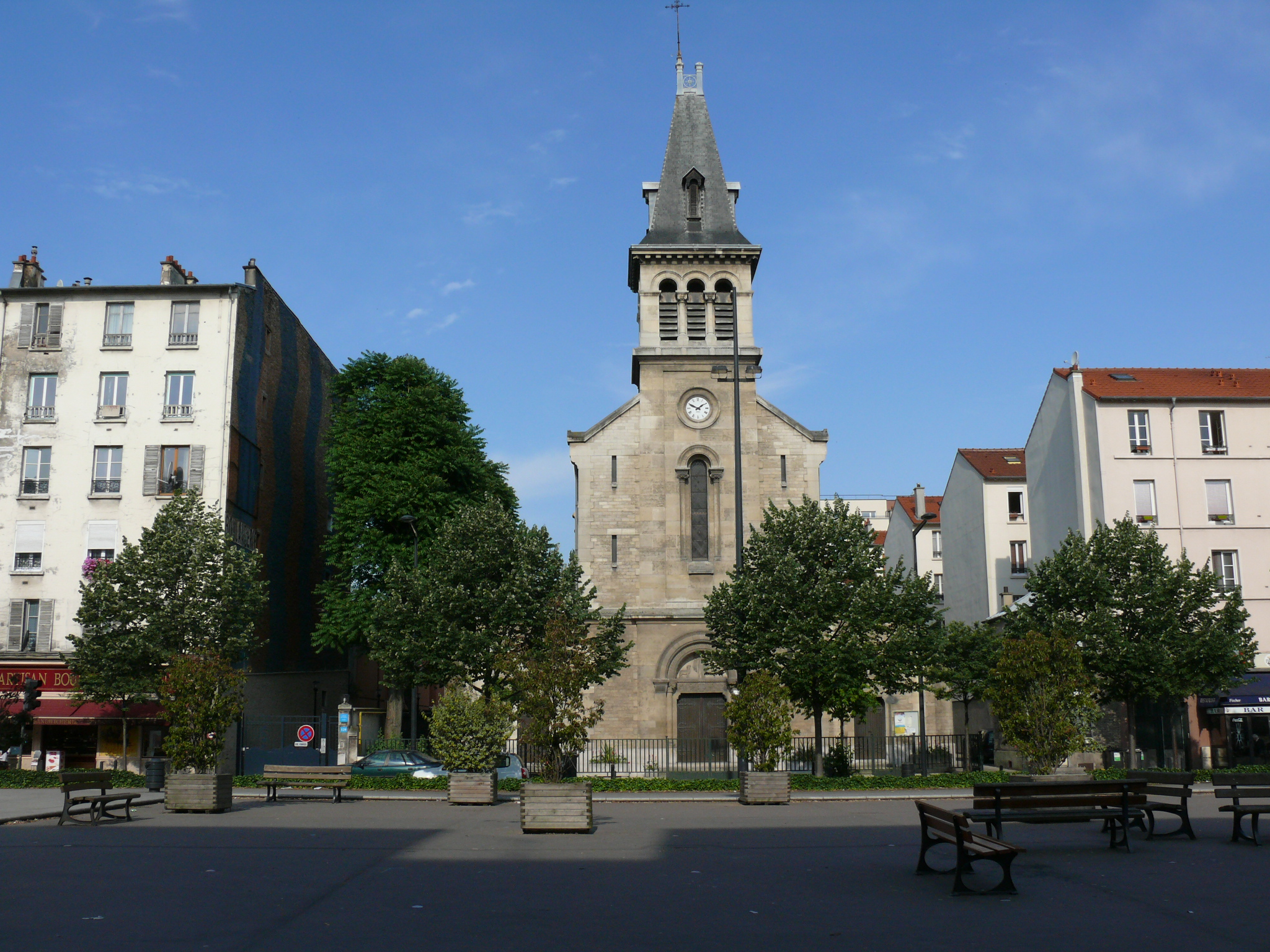
Église Sainte-Geneviève-de-la-Plaine
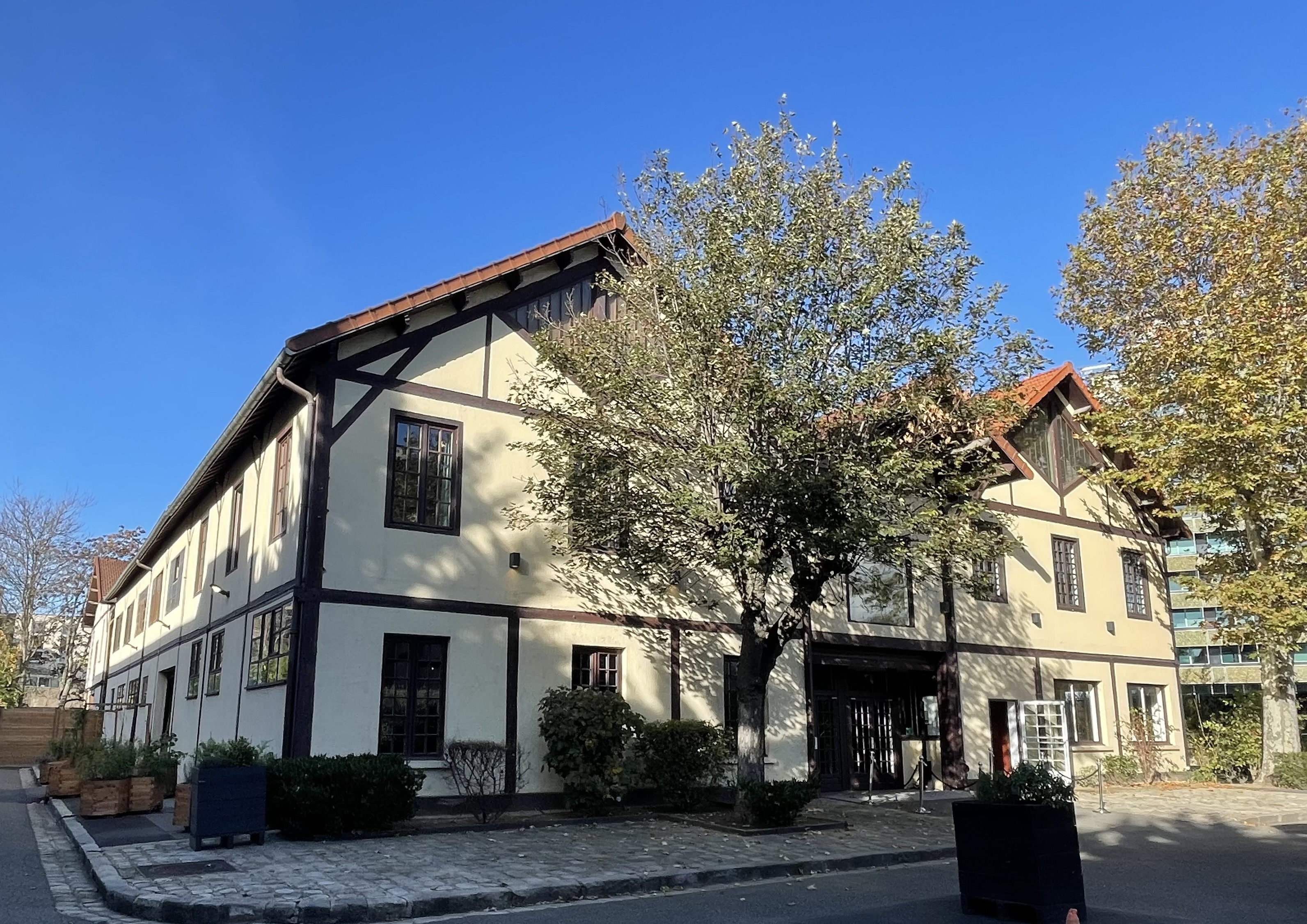
L'ancienne pharmacie centrale de Saint-Denis
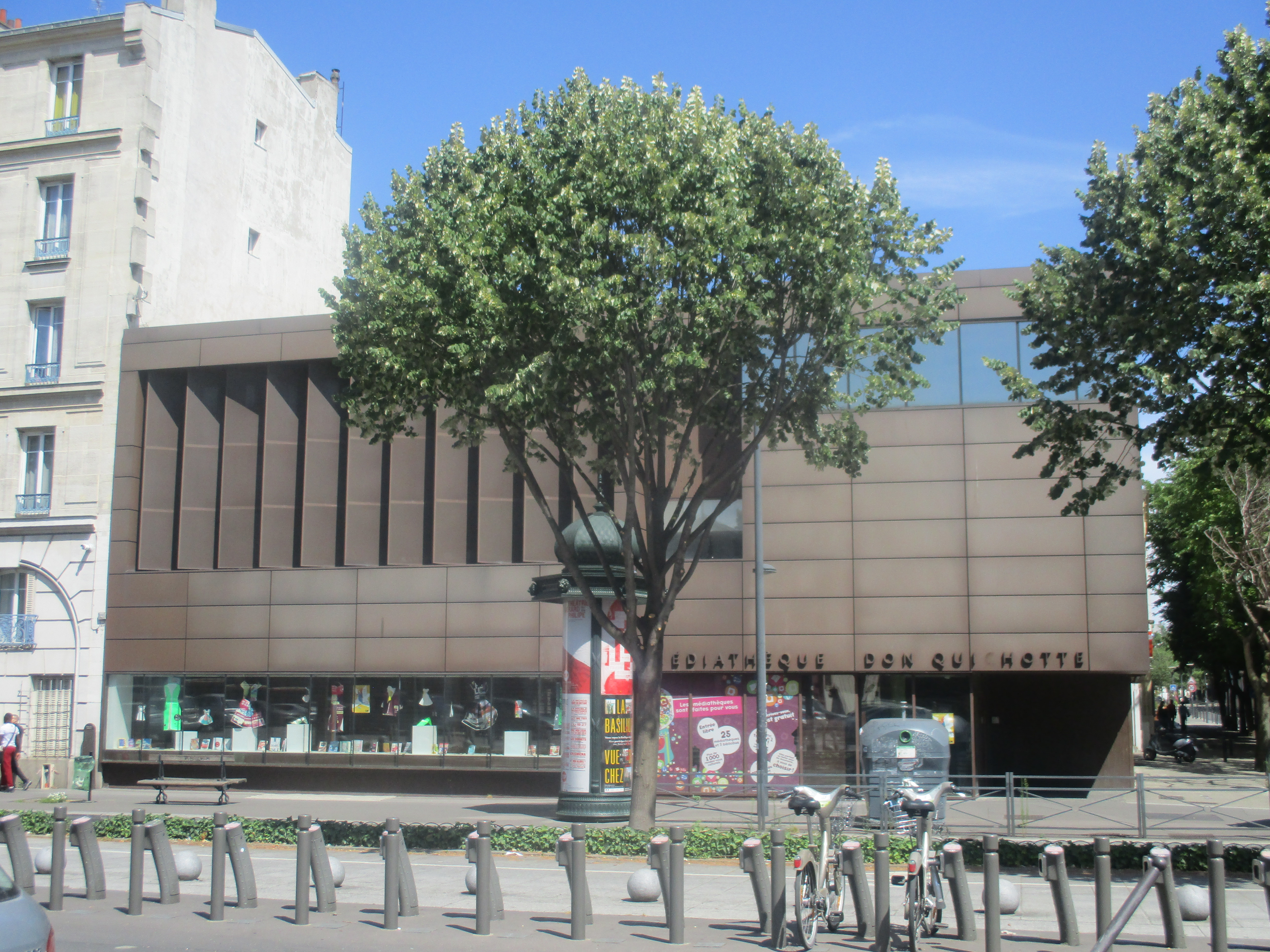
Médiathèque Don-Quichotte
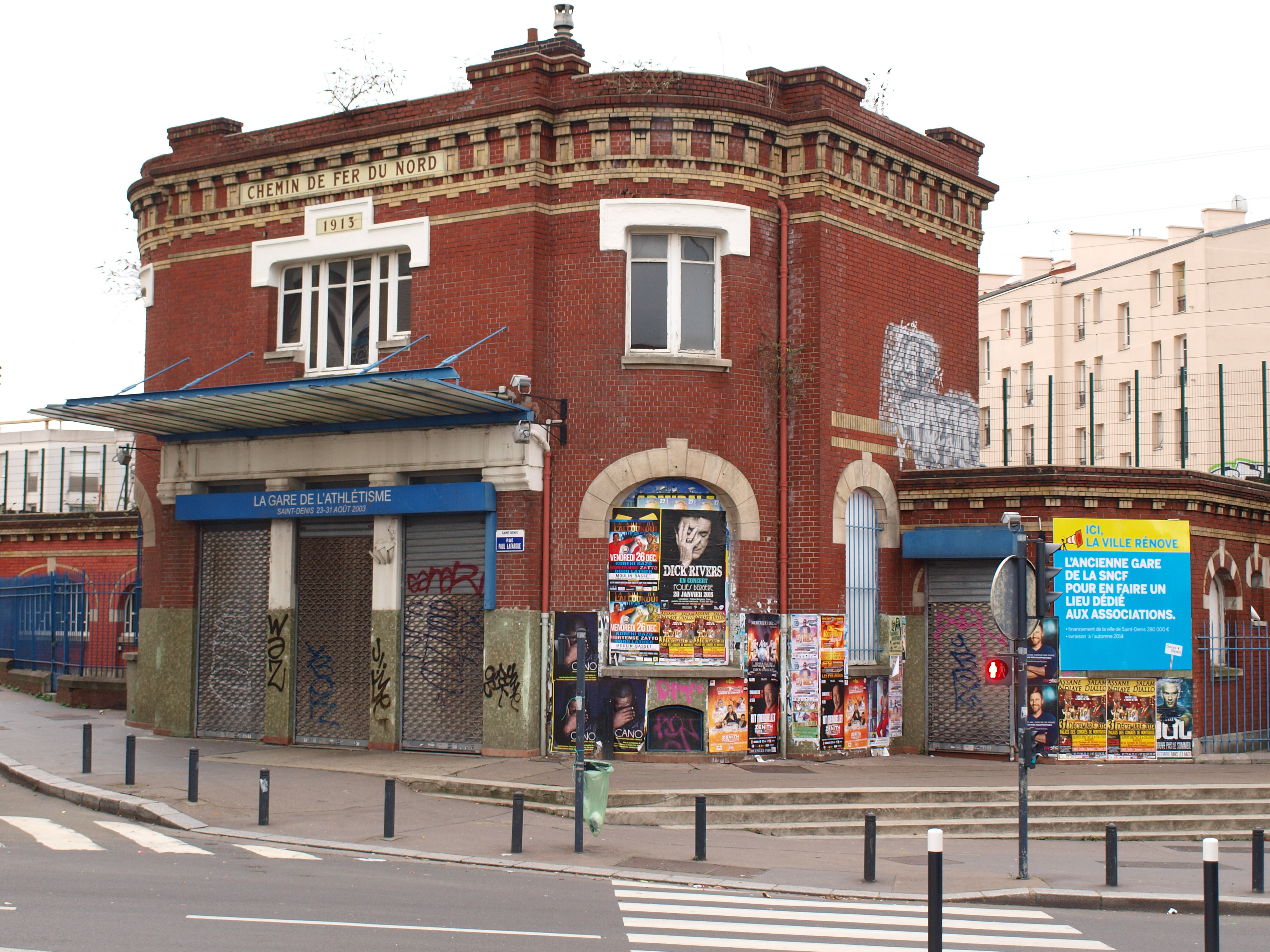
Bâtiment-voyageurs de l'ancienne gare de La Plaine-Voyageurs